# Эш, Арно
Арно Эш (нем. Arno Esch; 6 февраля 1928, Мемель — 24 июля 1951, Москва) — немецкий либеральный политик, лидер молодёжного крыла Либерально-демократической партии Германии. Активист демократической оппозиции в Советской зоне оккупации и ГДР. Репрессирован режимом СЕПГ, осуждён советским военным трибуналом, расстрелян в СССР. Впоследствии реабилитирован.

## Лидер молодёжного либерализма
В 1944 семья Арно Эша перебралась из Мемеля в Мекленбург. В 1945 Эш служил в обслуживающем персонале Кригсмарине. В 1946 поступил на юридический факультет Ростокского университета.
Вступил в Либерально-демократическую партию Германии, созданную в советской зоне оккупации для адаптации интеллигенции и средних слоёв к режиму СЕПГ. Возглавлял молодёжную организацию партии, был одним из авторов партийной программы. С позиций либерализма Арно Эш активно выступал против диктатуры СЕПГ и гегемонии ССНМ в молодёжной среде.
Арно Эш регулярно печатался в партийном издании Norddeutschen Zeitung. В своих статьях он пропагандировал ценности социального либерализма, требовал обеспечения гражданских прав (особенно права на альтернативную службу для пацифистов), призывал к отмене смертной казни.

Мы знаем, что либерализм может стать краеугольным камнем будущего, если мы этого хотим, и что так и будет, раз мы этого хотим.

Арно Эш

Он открыто противопоставлял себя коммунистическому режиму:

Китайский либерал мне ближе немецкого коммуниста.

Либеральная убеждённость и активность Арно Эша вызывали крайнее недовольство и серьёзную обеспокоенность аппарата СЕПГ.

## Арест и казнь. Реабилитация
18 октября 1949, вскоре после провозглашения ГДР, Арно Эш был арестован в составе группы из 14 молодых либералов Мекленбурга. В июле 1950 предстал перед советским военным трибуналом в Шверине. Обвинялся в «шпионаже» и «создании контрреволюционной организации». 26 мая 1951 приговорён к смертной казни.
Арно Эш был доставлен в СССР и 24 июля 1951 расстрелян в Лубянской тюрьме. Кремирован и похоронен в братской могиле на Донском кладбище.
С конца 1988 официальные лица ФРГ начали ставить перед Михаилом Горбачёвым вопрос о судьбе Арно Эша. Первым затронул тему Франц-Фридрих Визе, арестованный в составе «мекленбургской группы 14-ти» и до 1955 находившийся в советских лагерях. 19 июля 1990 Арно Эш реабилитирован Военной коллегией Верховного суда СССР.

## Память и продолжатели
В Ростокском университете установлена мемориальная доска в память Арно Эша. Его именем назван лекционный зал. Именем Арно Эша названы улицы в Ростоке, Шверине, Мекленбурге, структуры Свободной демократической партии. Ассоциация либеральной профессуры учредила премию имени Арно Эша.
Фраза Арно Эша: Freiheit ist zunächst einmal die Abwesenheit von Unterdrückung! — Свобода это прежде всего отсутствие угнетения! — стала одним из девизов германской либеральной молодёжи.